# Playa de La Estaca
La Playa de La Estaca, también conocida como Perceberos por estar por estar protegido su margen derecho por la «punta Percebeiros»,  está en el  concejo de Valdés,  en el occidente del Principado de Asturias (España)  y pertenece al pueblo de San Cristóbal. Forma parte de la Costa Occidental de Asturias y se enmarca dentro del conocido como Paisaje Protegido de la Costa occidental de Asturias.

## Descripción
Tienen  forma  rectilínea con  una longitud de unos 510-520  m y una anchura media de unos 35  m. El lecho está formado por arenas oscuras de tamaño medio  mezclado con grandes losas de piedra. La ocupación y urbanización son escasas debido sobre todo a su difícil acceso.
Para llegar a esta playa hay que localizar y atravesar el pueblo de San Cristóbal y tomar dirección norte donde se encuentra una pista que va directamente a la Playa de la Estaca. Hay que extremar las precaciones porque su acceso es complicadísimo ya que el camino cae casi verticalmente a lo largo de 80 m. En la playa hay una desembocadura fluvial y, dadas sus características, carece de todos los servicios. Las actividades más recomendadas son la pesca deportiva a caña, la recogida de ocle y, sobre todo, la fotografía por las vistas tan espectaculares que tiene.